# 巴黎御膳房
《巴黎御膳房》（法語：Les Saveurs du palais）是一部2012年法国轻喜剧电影。由克里斯蒂安·文森特导演，凱瑟琳·弗侯、让·多麦颂、西波里特·吉拉多主演。凱瑟琳·弗侯憑此片入圍2013年法國凱薩獎最佳女主角。